# Malietoa

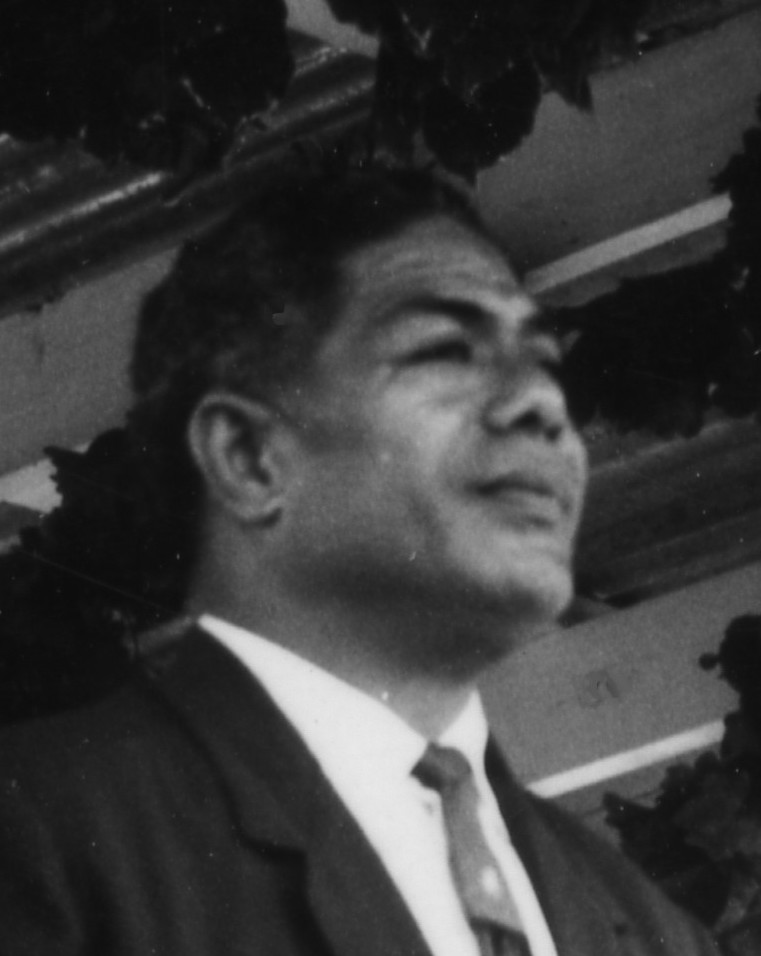
Tanumafili II. (1962)

Malietoa ist ein hoher samoanischer Häuptlingstitel, welchen auch das letzte Staatsoberhaupt Samoas, Tanumafili II. trug.
Die Gliederung der samoanischen Gesellschaft stützt sich auf eine vielschichtige Hierarchie von Titeln, deren Träger allgemein Matai genannt werden. An der Spitze dieser Hierarchie stand traditionell der Tafaifa (Vierbetitelte), der die vier höchsten Titel (Tui Autua, Tui Aana, Gatoaitele, Tamasoalii) des Archipels in einer Person vereinigte. Der letzte Tafaifa, Tamasese, wurde 1889 von den Kolonialmächten Deutschland, USA und England abgesetzt.

## Frühere Malietoa
- Vainu′upo Tavita.
- Moli.
- Laupepa.
- Tanumafili I.
- Tanumafili II.